# Janusz Żółtowski
Janusz Żółtowski (ur. w 1903 w Warszawie, zm. w 1969) – polski dyplomata, urzędnik.

## Życiorys
Przed II wojną światową był radcą w Ministerstwie Skarbu oraz radcą finansowym Ambasady w Waszyngtonie. Członek między innymi polskich delegacji na konferencjach finansowych w Breton Woods w 1944 oraz w Savannah w 1946. W 1945 pełnił funkcję charge d’affaires Tymczasowego Rządu Jedności Narodowej w Stanach Zjednoczonych. W imieniu Polski podpisał między innymi Kartę Narodów Zjednoczonych.

## Odznaczenia
- Złoty Krzyż Zasługi „za zasługi na polu ogólno-państwowej pracy” (19 lipca 1946)[6]
- Krzyż Komandorski Orderu Odrodzenia Polski „za zasługi na polu organizacji i usprawnienia administracji skarbowej” (22 lipca 1947)[7]